# Lunenburg Bay
Lunenburg Bay – zatoka (ang. bay) w kanadyjskiej prowincji Nowa Szkocja, w hrabstwie Lunenburg, na południe od miasta Lunenburg; nazwa urzędowo zatwierdzona 2 lipca 1953.